# アリゾナジャガー
アリゾナジャガー (Pantherra onca arizonensis) は、食肉目ネコ科ヒョウ属に分類されるジャガー（Patnthera onca）の1亜種。1932年にGoldmanによって記載された。ただし近年の研究では、P. onca のシノニムとする説が有力である。

## 分類
ジャガーの亜種には旧来多くの学名が与えられている。P. o. arizonensis（Goldman, 1932）は、アリゾナ州東部からグランド・キャニオン、ニューメキシコ州、ソノラ州に生息するジャガーの亜種として記載された。レジナルド・インズ・ポコックは1939年に、ジャガーの亜種名の多くは少数の骨格標本かつ亜種の同定には個体差の大きすぎる識別形質に基づいていると評価した上で、どの亜種についても形態的に識別できなかったことを報告している。
その後、1990年代以降の研究でも、形態学的にも遺伝学的にもジャガーの亜種分化は支持されておらず、ネコ科の研究者からはジャガーを単型種とすることが提案されている。この場合、ジャガーは広域に生息する大型肉食獣としては亜種を持たない唯一の種ということになる。

## アメリカ合衆国におけるジャガー

### 生息域
アメリカ合衆国におけるジャガーの生息地は過去には北部オレゴン州からペンシルベニア州、グランドキャニオンやモントレーにまで及んだと考えられている。北東部ではコロンブス上陸以前に姿を消したが、南西部の州にはごく最近まで生息していた。カリフォルニア州における最後のジャガーは1860年にパームスプリングスで殺された。テキサス州では1946年にジャガーが射殺されている:307。
欧州からの移民が米国南部周辺に住むようになってからは、アリゾナジャガーの生息地は開拓され牧場や農地などにされてしまうようになった。獲物となる野生動物が減ったことで牧場のウシやヤギなどの家畜を襲うようになったアリゾナジャガーは牧場主に憎まれ、毛皮が高価で取引されること（これは現存のヒョウやジャガーにも共通する）も手伝って乱獲の対象となった。
1960年代までに、アメリカ合衆国ではジャガーはほぼ絶滅したと考えられてきた。1963年にはアメリカで確認されている最後のメスがホワイト山地で銃撃された。アリゾナ州は1969年にジャガーの狩猟を禁じたが、その後メスは確認されず、オスは四半世紀にわたって2頭しか確認されなかった。1996年以降、2006年までに4頭のオスが確認されている。2009年には、マチョBと呼ばれる個体がメキシコとの国境付近で捕獲され、フェニックス動物園で安楽死に処された。2005年にHattenらが、アリゾナ州における過去100年間のジャガー目撃情報をマッピングし、目撃例が南東部に集中することを確認している。
2011年以降、現在エル・ヘフェと呼ばれている個体が繰り返し確認されている。2016年11月には、過去20年間で最も北に位置する米墨国境から100kmの地点でジャガーの個体が撮影され、12月にはさらに別のオス1頭が撮影された。11月に確認された個体については性別が明らかでなかったが、これも後にオスであることが判明した。

### 保護
アメリカの生物多様性センターは1997年に、絶滅危惧種法のリストにジャガーを追加した。2008年にジョージ・W・ブッシュ任命の合衆国魚類野生生物局長は、同法の下で連邦政府の目標としてジャガーの回復を目指すことを放棄する勧告に署名したが、オバマ政権下では再びジャガーの生息地を保護し、種の回復計画を立てる方針に転換された:160-161。しかしその後、通称「トランプ・ウォール」と呼ばれるドナルド・トランプ政権が唱えるメキシコとアメリカの壁の建設計画は、本種等の移動を妨げ、保護を圧迫、強いては合衆国内におけるジャガーの絶滅を後押しすることが懸念されている。ただし、ジャガー研究の第一人者で保護チームへの助言も行っているラビノウィッツは、アメリカにおけるジャガーの保護は今のところ種全体の保存には重要ではないとして、回復計画への過剰投資に長年反対の意を示している:163。

## 形態・生態
ゴールドマンによれば、P. o. arizonensisは、北米の他のジャガーに比べて頭蓋骨が大きく、鼻が扁平で陥没しているとされた。一般に北米のジャガーは南米のジャガーに比べて小型である。メキシコ太平洋岸のチャメラ・クイシュマラ生物保護区におけるジャガーは50kgと、同地域のピューマのオスと同程度である。中米のベリーズでは、オス6頭の平均体重は57.2kgであり、これはベネズエラのジャガーのメスの体重に相当する。